# Pheroliodes humeratus
Pheroliodes humeratus är en kvalsterart som först beskrevs av Sandór Mahunka 1978.  Pheroliodes humeratus ingår i släktet Pheroliodes och familjen Pheroliodidae. Inga underarter finns listade i Catalogue of Life.